# Velyka Novosilka
Velyka Novosilka (em ucraniano: Велика Новосілка) é um assentamento de tipo urbano no Raion de Volnovakha, oblast de Donetsk, leste da Ucrânia. Era o centro administrativo do Raion de Velyka Novosilka até a abolição do Raion em 2020. A população em 2022 era estimada em 5.235 habitantes.
O assentamento também é conhecido como Bolshaya Yanisol.

## Guerra na Ucrânia
No contexto da invasão da Ucrânia pela Rússia, as Forças Armadas da Rússia anunciaram a captura da cidade em janeiro de 2025.